# ボビー・キーズ
ボビー・キーズ（Bobby Keys、1943年12月18日 - 2014年12月2日）は、アメリカ合衆国テキサス州出身のミュージシャン。ローリング・ストーンズ（以下、ストーンズ）のサポート・メンバーとして有名。同バンドの代表曲「ブラウン・シュガー」でのソロは名演である。

## 来歴
幼い頃からサックスの演奏に長けており、15、6歳でバディ・ホリーのバック・バンドでの演奏を経験するなど、1950年代からプロとして活動しロック界では最も活動歴が長い人物の一人である。その後、様々なバンドを渡り歩き、レオン・ラッセルと知り合い、デラニー&ボニーのバンドに参加。
「ブラウン・シュガー」など、ストーンズの数々の楽曲の録音に参加するようになり、1970年以降、長年にわたってストーンズのコンサート・ツアーにレギュラー・メンバーとして参加した。ただし、1975年から1978年はゲスト出演のみで、自身の伝記によればストーンズのファミリー離脱後、キースとは生年月日が同じであるため、特に仲が良かったといわれる。このためか、ストーンズ以外でも度々共演していて、1979年にロン・ウッドがキースと共に組んだニュー・バーバリアンズのツアーや、キース自身による1988年と1992年のソロ・ツアーにおいてである。また、ストーンズ以外にも多くのミュージシャンと共演しており、ジョン・レノン、エリック・クラプトン、ジョージ・ハリスン、ザ・フーなどの大物と共演している。
2014年12月2日、テネシー州フランクリンにある自宅にて肝臓がんにより死去。70歳没。

## ストーンズとの関係
ストーンズのメンバーとは1960年代に知り合い、1969年のアルバム『レット・イット・ブリード』での初参加以降、1970年代を通して多くのアルバムのレコーディングに参加している。1972年から1973年にかけて行われたツアーよりサポート・メンバーとして参加するが、ツアー終盤で宿泊していたフランスのホテルの風呂でドン・ペリニヨンを100本以上、あるいは200本以上も開け浴槽を満たし、風俗嬢をはべらせるという珍事を起こしたため、一時的にファミリーから離脱させられた。プロモーターからは、このドンペリ代の請求のために契約金が支払われないことになったという。このため、以降1970年代のライブにおいて「ブラウン・シュガー」でのサックス・ソロはギター・ソロに変えられたが、ボビーによれば、これはアルコールやドラッグによる影響だったと語っている。ただし、ゲスト・プレイヤーとして度々共演している他、ロン・ウッドの呼びかけで結成されたニュー・バーバリアンズにはメンバーとして、またメンバーのソロ・アルバムへの参加など、メンバー各人との関係は続いていた。ツアーのサポート・メンバーとして復帰するのは、1989年からである。きっかけは、1979年のニュー・バーバリアンズ、1988年のキース・リチャーズ&エクスペンシヴ・ワイノーズで活動を共にしたキースによれば「バンドに呼び戻すために、リハーサルでボビーに知らないうちに入り込ませてソロを吹かせた」ためで、驚いたミックがこれを気に入り、ボビーの吹くソロの重要性に気づいて参加させることに決まった。また、この時にミックは「これは反論のしようなどない」と答えたという。
ボビーの最も著名なサックス・ソロを収めた「ブラウン・シュガー」では、間奏をどうするかという意見が出された際、自ら志願する形でソロがとられることとなった。キースによれば「出だし、ほんの数音符吹いただけで素晴らしいものだと思った」という。また、「ブラウン・シュガー」が収められたアルバム『スティッキー・フィンガーズ』の収録曲「キャン・ユー・ヒア・ミー・ノッキング」でも本来前半のボーカル部分のみのであるはずだったが、後半のジャムが収められることになったのはボビーのソロの出来栄えが良かったためだったという。なお、同曲は長年ライブでは演奏されなかったが、バンド40周年のツアー「リックス・ツアー」にて初めて演奏され、同ツアーのハイライトの一つとなっている。
対人関係の悪化より解散の危機にあったストーンズが見事カムバックを果たした直後から行われたワールド・ツアーからは、以降全てのツアーでサポート・メンバーとして「ブラウン・シュガー」や「ミス・ユー」といったナンバーでサックス・ソロを聞かせ、会場を大いに沸かせるのが恒例となっていた。しかし、2012年から2014年にかけて行われているツアーにも参加していたものの、延期されていたオセアニア公演には体調不良のため参加できなかった。
また、キースはボビーのバンドへの貢献について「ボビーはギターバンドであるストーンズのサウンドに自分の才能を馴染ませる凄い才能を持っていた」と語っている。